# Ofensiva de As-Suwayda (junio de 2018)
La ofensiva de As-Suwayda fue una operación militar desarrollada del 7 al 22 de junio de 2018, se desenvolvió en la gobernación de As-Suwayda y algunas áreas limítrofes de la gobernación de la Campiña de Damasco dentro del marco de la Guerra civil siria.
El ataque lo comenzó el gobierno sirio de Bashar al-Ásad y Hezbolá —incluido tropas nacionalistas laicas del Partido Social Nacionalista Sirio y drusos de la Brigada de la Montaña— como una cacería de los remanentes de Estado Islámico de la ofensiva del sur de Damasco desarrollado entre abril y mayo de 2018. La recta final de la ofensiva resulta indecisa pues el gobierno y sus aliados consiguió liberar algunas ciudades y pueblos de la gobernación pero Estado Islámico logró retener varios campos urbanizados y seguir teniendo salida a la gobernación de la Campiña de Damasco.

## Ofensiva
La ofensiva se lanzó el 7 de junio, después de varios días de bombardeos de artillería preparatorios. El ejército árabe sirio lanzó varios ataques aéreos contra posiciones de Estado Islámico en la parte noreste de la gobernación de As-Suwayda y avanzó 12 kilómetros el primer día hacia la aldea de Khirbet al-Umbashi, capturando cuatro áreas. Las fuerzas del Gobierno continuaron avanzando durante los dos días siguientes y, hasta el 9 de junio, se encontraban a 15 kilómetros del bastión de Estado Islámico de Al-Kara'a. Para el 13 de junio, después de que las fuerzas gubernamentales no lograron capturar todo el enclave de Estado Islámico, el nivel de enfrentamientos disminuyó.
El 16 de junio, el ejército se enfrentó con el Estado Islámico en Al-Habiriyah en la parte noreste de la gobernación, mientras que también bombardearon la aldea junto con Khirbet al-Umbashi y Al-Tamthuna. La fuerza aérea árabe siria también atacó posiciones del Estado Islámico en Al-Kara'a. Al día siguiente, las fuerzas gubernamentales comenzaron a enviar más fuerzas al área en preparación para la segunda fase de su ofensiva.
El 18 de junio, Hezbolá, el Partido Social Nacionalista Sirio y la Brigada de la Montaña lograron capturar Bir al-Awra y Tell Arar en el noreste de Al-Suwayda, y también lograron algunos avances cerca de Tell Asfar y Khirbet al-Umbashi. A medida que avanzaban, el Estado Islámico pudo realizar una emboscada, matando a dos combatientes de Hezbolá. Al día siguiente, las tropas del gobierno avanzaron una vez más y capturaron a Khirbet al-Umbashi, con ocho soldados asesinados en la zona durante el día.
El 21 de junio, el ejército árabe sirio capturó al líder terrorista Khirbet Hawi Husayn en el noreste del Estado Islámico, mientras que Estado Islámico mató a un brigadier general sirio en enfrentamientos en la región. Al día siguiente, según la agencia Amaq, Estado Islámico tendió una emboscada a las fuerzas sirias cerca de Tell Ghanem y mató a 20 soldados gubernamentales, así como a un comandante al general de la ofensiva, el sirio Sharaf Mazen Ahmed Barakat, en el proceso también lograron destruir dos tanques y otro vehículo. Mientras que los militares sirios capturaron las aldeas de Tell Mughir y Abu Yabal.

## Consecuencias
El 25 de junio, la Agencia Amaq afirmó que Estado Islámico atacó al ejército árabe sirio cerca de Bir al-Neama, matando a 9 soldados y destruyendo 2 vehículos.
El 14 de julio, el Estado Islámico lanzó una ofensiva contra las fuerzas paramilitares aliadas del gobierno en la parte nororiental de la gobernación de As-Suwayda que atacaban una presa y un puesto militar, aunque sin obtener ninguna ganancia territorial infligieron varias bajas a las fuerzas aliadas.
El 25 de julio, Estado Islámico realizaron un inghimasi en la gobernación de As-Suwayda que causó la muerte de más de 250. Comenzó con agresiones contra posiciones gubernamentales en la ciudad y en los puestos de control, después de quedarse sin municiones los milicianos detonaron sus cinturones explosivos, la cúpula de la organización intentó llevar a cabo otras dos ataques, pero la fuerza aérea siria atacó a los combatientes de Estado Islámico antes de que tuvieran la oportunidad de detonar sus explosivos cinturones.
El 1 de agosto, Estado Islámico realizó una redada en la base aérea de Khalkhalah. La agencia de noticias Amaq afirmó que los milicianos destruyeron 2 aviones de combate y 6 drones. Sin embargo, según fuentes militares, la fuerza de seguridad frustró el ataque.